# ژاک-ایو کوستو
ژاک-ایو کوستو (به فرانسوی: Jacques-Yves Cousteau) افسر نیروی دریایی، کاشف، بوم‌شناس، مستندساز، عکاس، نویسنده، محقق فرانسوی و خالق آکوالانگ (آبشش مصنوعی) یعنی اسکوبا بود. او زندگی خود را به مطالعه دریاها و اقیانوسها، از جمله اشکال مختلف حیات اختصاص داد. او عضو فرهنگستان زبان فرانسه بود و در سال ۱۹۹۷ در پایتخت فرانسه، پاریس درگذشت. او بنیانگذار کنفدراسیون جهانی فعالیت‌های زیر آبی است.
کاپیتان کوستو در ۱۹۵۹ بنیان CMAS را بنا کرد تا گرد آورنده تمامی فعالیت‌های زیر آبی در زیر یک چتر باشد، اما او هیچگاه به هدف خود نرسید زیرا پس از دو سال فعالیت به دلیل اختلاف نظرهای فراوان، عدم یک پارچگی عقاید اعضاء و نیز خارج شدن از اساس فعالیت کاری کنفدراسیون او مجبور به ترک همیشگی آن شد.

## کوستو در آمریکا
کاپیتان کوستو نه تنها سی مس بلکه وطن خود (فرانسه) را نیز ترک نمود، او به آمریکا رفت. جایی که برای دست آوردش، علم و ابتکارش ارزش قائل شدند. او که مخترع رگلاتورهای تنفس زیر آب اسکوبا بود رگلاتورهای خود را به نیروی دریائی آمریکا عرضه کرد.
به زودی رگلاتورهای او از پس آزمونهای نیروی دریائی آمریکا سربلند بیرون آمده و نیروی دریائی پیشنهاد و سفارش تولید انبوه رگلاتورها را به او ارائه کرد و در اینجا بود که شرکت معظم آکوالانگ به تولید رگلاتورهای غواصی با مارک US DIVERS پا به عرصه وجود گذاشت.
کاپیتان کوستو تلاشهای بسیاری برای شکل‌گیری غواصی امروزی کرد. او اقیانوسها را زیر پا گذاشت، گونه‌های ناشناخته حیات را در اعماق شناسائی کرد و مستندات بسیاری را گرد آوری نمود.

### بازگشت به فرانسه
کاپیتان به تقدیر از زحماتی که برای آمریکا کشیده بود موفق به دریافت شهروندی افتخاری از آمریکا گردید. حال زمان آن رسیده بود تا به وطن بازگشته و موفقیت‌های خود را به رخ آنانی که او را از پیشرفت‌هایش بازداشته بودند بکشد. اما او چنین نکرد. او مجموعه کارگاه‌های تولیدی آکوالانگ را در فرانسه تأسیس و آغاز به تولید انبوه تجهیزات غواصی در اروپا نمود.
او طی ضیافت شامی که به مناسبت حضورش در پاریس ترتیب داده شد، خودرا فقط یک غواص نامید. غواصی مستقل که در ارتباط و وابستگی خاص با کنفدراسیون فعالیت‌های زیر آبی نیست و از عضویت دوباره در سی مس سر باز زده و به جای آن عضویت افتخاری فرهنگستان زبان فرانسه را پذیرفت تا به اصطلاح امروزی کار فرهنگی کند …

## مرگ
ژاک ایو کوستو در ۲۵ ژوئن ۱۹۹۷ در پاریس دیده از جهان فروبست. او در آرامگاه خانوادگی خود در سنت آندره به خاک سپرده شد. برخلاف ادعای گروه‌های اسلامگرا که مدعی گرویدن او به اسلام شده بودند وی را به آئین مسیحیت و مطابق با رسوم کلیسای کاتولیک به خاک سپردند.

### کتاب‌ها
- دنیای سکوت